# Юнусов, Ганишер
Ганишер Юнусов (узб. Ғанишер Юнусов; 1905 год — 1 апреля 1964 года) — хлопковод, бригадир полеводческой бригады колхоза имени Молотова Гулистанского района Ташкентской области, Узбекская ССР. Герой Социалистического Труда (1957).

## Биография
В 1930 году начал трудовую деятельность в сельскохозяйственной артели имени Карла Маркса в родном кишлаке. В 1940 году по призыву партии отправился на освоение целинных земель в колхоз имени Ленина (позднее — колхоз имени Молотова) Гулистанского района. В 1947 году вступил в КПСС. Трудился на хлопковых полях, позднее был назначен бригадиром хлопководческой бригады.
В 1956 году бригада Ганишера Юнусова получила высокий урожай хлопка-сырца. Указом Президиума Верховного Совета СССР от 11 января 1957 года «за выдающиеся успехи, достигнутые в деле развития советского хлопководства, широкое применение достижений науки и передового опыта в возделывании хлопчатника и получение высоких и устойчивых урожаев хлопка-сырца» удостоен звания Героя Социалистического Труда с вручением ордена Ленина и золотой медали «Серп и Молот».
Избирался делегатом XVI съезда Компартии Узбекистана.
Скончался в 1964 году.